# Günter Hake
Günter Hake (geboren am 27. Mai 1922 in Hannover; gestorben am 29. April 2000) war ein deutscher Kartograf und Hochschulprofessor.

## Leben
Günter Hake, Sohn von Magdalene Hake, geborene Feuerstake, und des Kaufmanns Wilhelm Hake, besuchte von 1932 bis 1940 die Leibniz-Schule in Hannover. Er beantragte am 28. März 1940 die Aufnahme in die NSDAP und wurde zum 1. September desselben Jahres aufgenommen (Mitgliedsnummer 7.716.693).
Hake studierte von 1945 bis 1949 an der Technischen Hochschule Hannover Geodäsie und schloss das Studium als Diplom-Ingenieur ab. Danach wurde er 1954 zum Dr.-Ing. promoviert. Von 1953 bis 1967 arbeitete er für die Niedersächsische Vermessungs- und Katasterverwaltung, wo er, 1958 Vermessungsrat und 1964 Vermessungsoberrat wurde und ab 1966 die Dezernate Photogrammetrie und Neuvermessung leitete. Ab 1954 war er mit Edeltraud Hake, geborene Prill, verheiratet, mit der er zwei Kinder, Sabine und Volker, bekam. Er verfasste 1962 das Lehrbuch Kartographie. Mit inhaltlicher Fortschreibung in den folgenden Jahrzehnten wurde das Buch ein Standardwerk zur Einführung in die Kartografie.
Im Jahr 1967 erfolgte Hakes Berufung zum ordentlichen Professor für Topographie und Kartographie an der Universität Hannover, in Nachfolge von Viktor Heißler. Er stieß in seinem Fachgebiet zahlreiche Forschungsprojekte an und etablierte die kartografische Lehre auch in den verwandten Fächern des Vermessungswesens und der Geographie. Als wegweisend galten beispielsweise Arbeiten zur Automatisierung in der Generalisierung und luftbildgestützter Kartenmodellbildung. Ferner engagierte sich Hake auch in den internen Gremien der TH Hannover sowie in zahlreichen wissenschaftlichen Vereinigungen. So war er ab 1967 Mitglied der Deutschen Geodätischen Kommission, ab 1978 der Braunschweigischen Wissenschaftlichen Gesellschaft, ab 1982 korrespondierendes Mitglied der Akademie für Raumforschung und Landesplanung, des Weiteren Mitglied im Deutschen Verein für Vermessungswesen (DVV), in der Deutschen Gesellschaft für Kartographie (DGfK), Deutsche Gesellschaft für Photogrammetrie und Fernerkundung (DGPF) und der Geographischen Gesellschaft zu Hannover.
Sein Lehrstuhl in Hannover wurde 1982 Jahr in das Institut für Kartographie umgewandelt; Hake leitete das IfK noch bis 1984, dem Jahr seiner Pension. Er lebte zu dieser Zeit in Hemmingen. Nach dem unerwarteten Tod seines Nachfolgers Werner Lichtner übernahm Hake von 1989 bis 1991 noch einmal kommissarisch die Führung des Instituts in Hannover. Er widmete sich in der Folgezeit ferner der Neubearbeitung seines Lehrbuchs, das 1994 in 7. und 2002 in 8. Auflage erschien. Koautoren waren dabei sein Nachfolger am IfK (1991–1999), Dietmar Grünreich und die Münchner Professorin Liqiu Meng.
Im Herbst 1998 erkrankte Hake schwer und starb im Frühjahr 2000.

## Ehrungen
- Ehrendoktor der Ruhr-Universität Bochum (1987)
- Mercator-Medaille der DGfK (1991)[5]